# 佐別當賢治
佐別當 賢治（さべっとう けんじ、1985年1月25日 - ）は、日本の元男子バレーボール選手。

## 来歴
三重県津市出身。母親と姉の影響で小学2年からソフトバレーを始め、小学3年からバレーボールを始める。皇學館高校卒業後、順天堂大学へ進学。
大学在学中の2006年11月にサントリーサンバーズの内定選手となり、卒業後の2007年4月に入団。同期に冨士田裕大、二木健太。
持ち前の瞬発力を活かしたプレーで、第62回黒鷲旗全日本男女バレーボール大会ではフル出場し、優勝に大きく貢献した。また2013/14シーズンでは副主将として年間を通して出場し、サーブレシーブ成功率ランキング第3位（71.9%）とキャリアハイの成績を残した。
2014年5月に開催された第63回黒鷲旗全日本男女バレーボール大会をもって勇退し、チームマネージャーに就任した。2022年に退任。

## 所属チーム
- 皇學館中学校・高等学校
- 順天堂大学
- サントリーサンバーズ （2007-2014年）